# 岩本 (指宿市)
岩本（いわもと）は、鹿児島県指宿市の大字。旧薩摩国揖宿郡指宿郷岩本村、薩摩国揖宿郡今和泉郷岩本村、揖宿郡今和泉村大字岩本。人口は1,175人、世帯数は493世帯（2010年10月1日現在）。郵便番号は891-0315。

## 地理
指宿市の北部に位置する。字域の北方から西方にかけては指宿市小牧、南方には指宿市新西方、西方、池田がそれぞれ隣接しており、東方には鹿児島湾に面している。
字域の東部を海岸線に沿って国道226号と指宿枕崎線が通っており薩摩今和泉駅が所在している。指宿岩本交差点からは鹿児島県道28号岩本開聞線が南方に向けて通っている。
西端部には鹿児島県道245号飯山喜入線が小牧との境界線上を通っている。
字域は東西に細長い形状をしており、大部分が山地となっているが、集落は主に薩摩今和泉駅及び岩本漁港周辺の海岸部に密集している。

## 歴史

### 岩本の成立と近世
岩本という地名は江戸期より見え、薩摩国揖宿郡指宿郷（外城）のうちの岩本村であった。岩本は岩元とも表記された。
延享元年に島津忠卿が応永24年に川辺城の戦いで和泉家当主であった直久が戦死して以降、断絶していた和泉家を継ぎ、今和泉島津家と称し、その際に指宿郷及び頴娃郷の一部から今和泉家の私領として今和泉郷が編成され、それまで指宿郷に属していた岩本村は揖宿郡今和泉郷のうちとなり、岩本村内には今和泉郷の地頭仮屋が置かれ、地頭仮屋付近には麓及び野町が形成された。
今和泉郷のうちの岩本村としての村高は「三州御治世要覧」では499石余、「天保郷帳」では472石余、「旧高旧領取調帳」では287石余と記載されている。

### 町村制施行以後
1889年（明治22年）に町村制が施行されたのに伴い、それまでの今和泉郷の全域より今和泉村が成立し、それまでの岩本村は今和泉村の大字「岩本」となった。岩本には今和泉村役場が設置された。
1954年（昭和29年）4月1日に今和泉村が指宿町と合併、同時に市制施行し指宿市が成立。それに伴い、指宿市の大字「岩本」となる。
2006年（平成18年）1月1日には指宿市が山川町及び開聞町と新設合併し、新制の指宿市となったが、旧指宿市の区域では大字名の変更は無く、住所の表示は従来通り（指宿市大字岩本）である。

## 施設

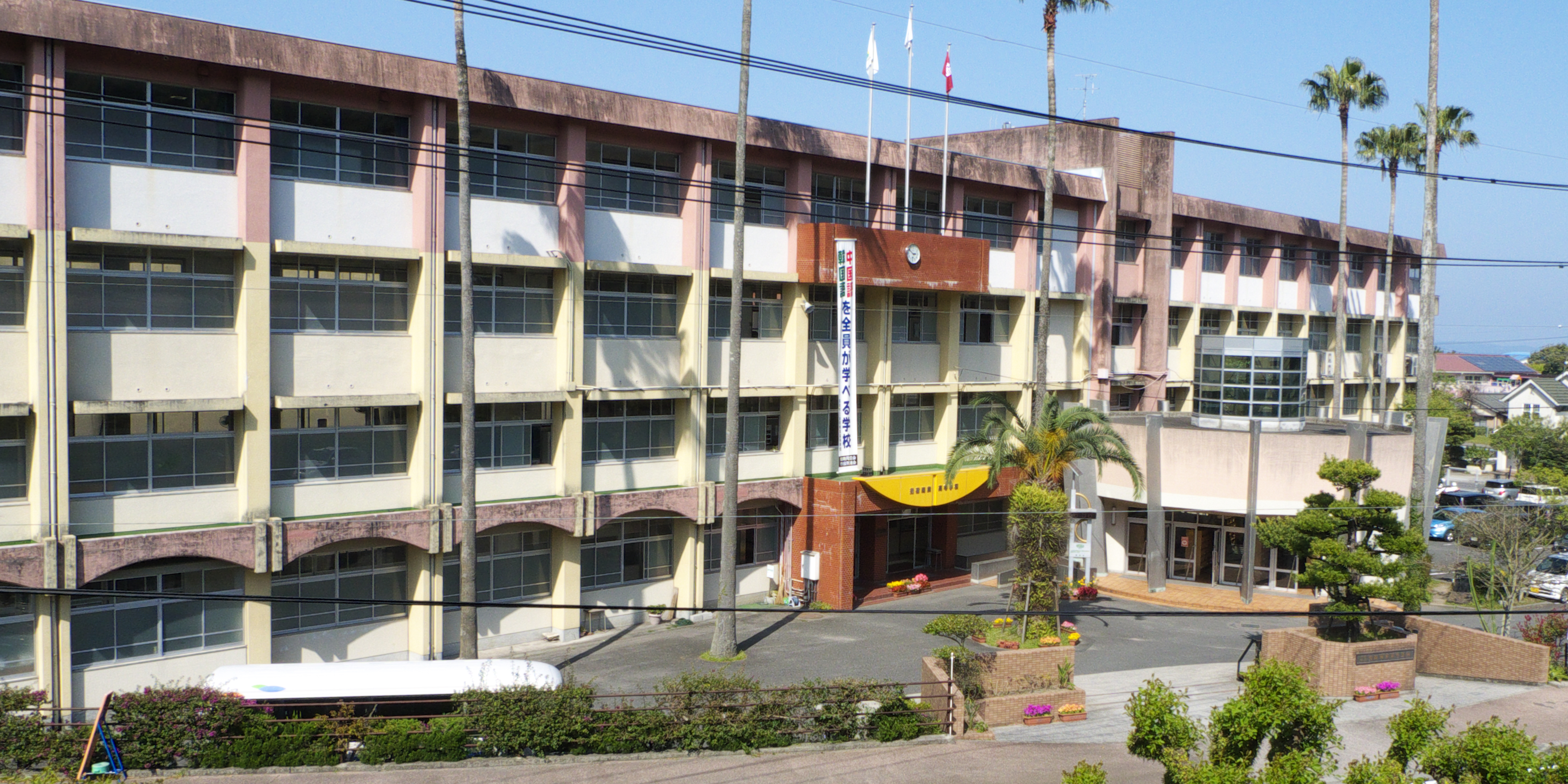
指宿市立指宿商業高等学校

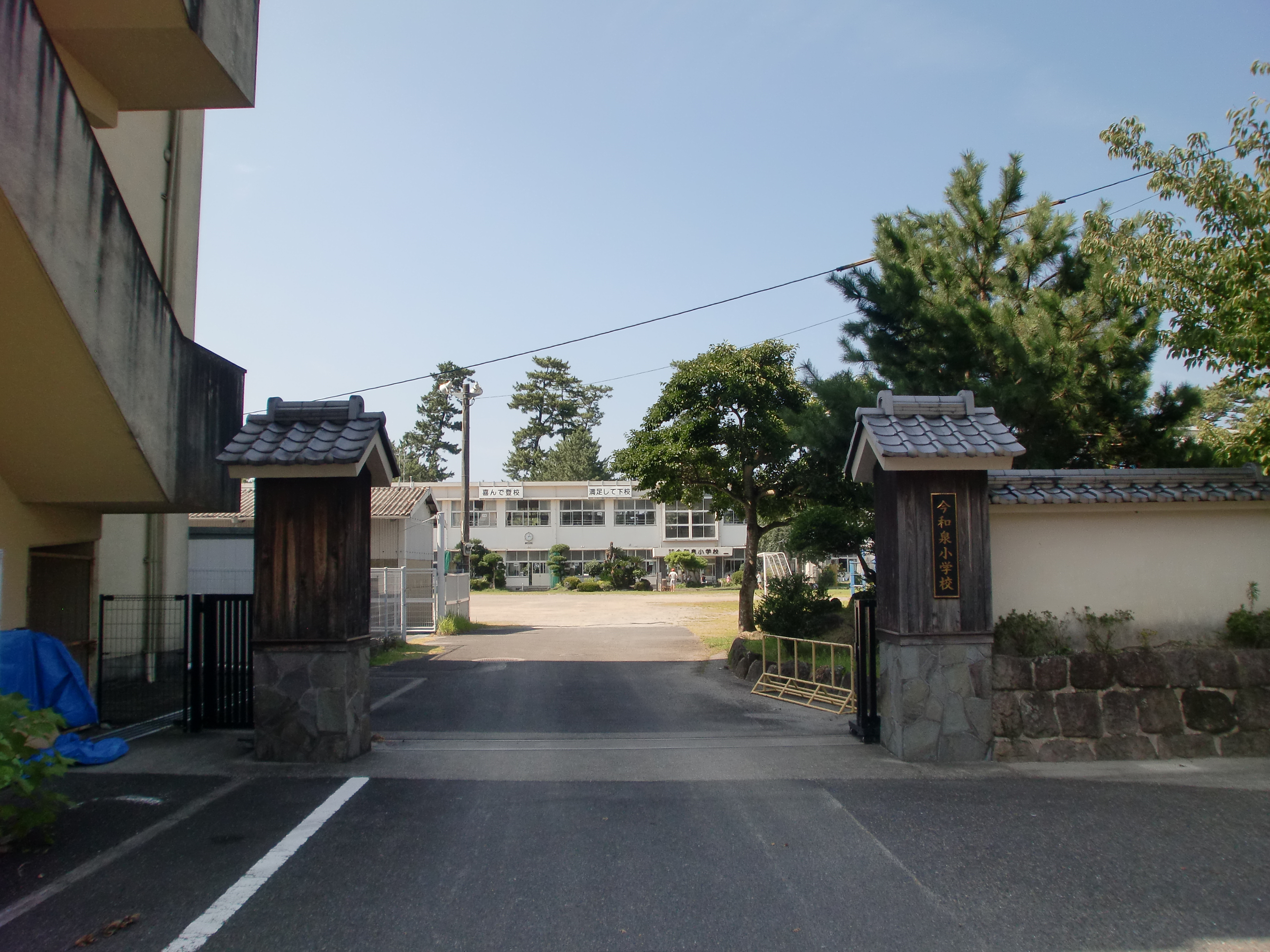
指宿市立今和泉小学校

公共
- 指宿市役所今和泉出張所
- 鹿児島県水産技術開発センター

教育
- 指宿市立指宿商業高等学校
- 指宿市立今和泉小学校
- 槌橋保育園

寺社
- 豊玉媛神社
天徳4年に岩本領主であった甲斐守公秋が建立した神社であり、豊玉媛命及び彦王子命を祀っている。11月23日に例祭として岩本棒踊りが奉納されている。

郵便局
- 今和泉郵便局

## 史跡
指宿市指定文化財
- 今和泉島津家墓地
今和泉郷を治めていた島津家御一門の今和泉島津家の墓所であり、宝暦7年に島津氏第21代当主の島津吉貴の命令により建立された光台寺城内に置かれた。

## 小・中学校の学区
市立小・中学校に通う場合、学区（校区）は以下の通りとなる。
| 大字   | 地区 | 小学校               | 中学校               |
| ------ | ---- | -------------------- | -------------------- |
| 今和泉 | 全域 | 指宿市立今和泉小学校 | 指宿市立西指宿中学校 |

## 交通

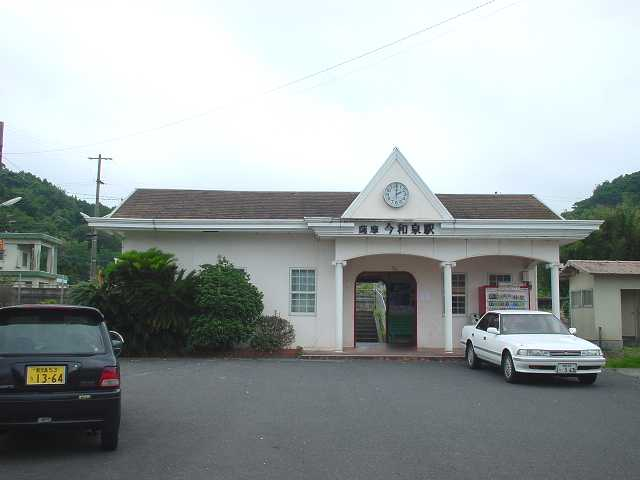
薩摩今和泉駅

### 道路
国道
- 国道226号

県道
- 鹿児島県道28号岩本開聞線
- 鹿児島県道245号飯山喜入線

### 鉄道
JR九州指宿枕崎線
- 薩摩今和泉駅